# Ерне Шуберт
Ерне Шуберт (Будимпешта, 4. јул 1881 — 10. фебруар 1931) је бивши мађарски атлетичар, специјалиста за спринтерске дисциплине у скок удаљ.
Као двоструки првак Мађарске на 100 јарди (1899. и 1900) и првак у скоку удаљ 1900. изборио је место у делегацији Мађарске за Летње олимпијске игре 1900. у Паризу.
У Паризу се такмичио у четири дисциплине. У трци на 60 метара пласирао се од 7 до 11 места са непознатим резултатом. На 100 метара такође са непознатим резултатом пласирао се од 13 до 18 места, а на 200 метара делио је 7 и 8 место. У скоку удаљ је резултатом од 6,05 метара заузео 9 место.
До краја каријере Шуберт је укупно био првак 4 пута (2 - 100 јарди и 2 скок удаљ), а други такође 4 пута (1 - 100 јарди и 3 скок удаљ).